# Pantà de Margalef
El pantà de Margalef és un embassament que pertany al riu de Montsant (conca del riu Ebre), creat per una presa situada al municipi de Margalef, que s'estén pel seu terme municipal, a la comarca del Priorat.
El pantà fou projectat el 1984 i va ser inaugurat el 1992. Té una capacitat de 2,84 hm³ d'aigua. És una presa d'arc de gravetat, amb capacitat per a 3 hm³, que serveix per regar les terres dels termes de Cabassers, la Bisbal de Montsant i del mateix Margalef. Part de la seva aigua es transvasa a la Palma d'Ebre, fora de la conca del Montsant.
L'obra va estar envoltada de força polèmica perquè significava un tall deleteri en l'estructura i la funció d'un dels ecosistemes fluvials fins aleshores més rics i ben conservats de tota la Catalunya mediterrània. Malgrat que el resultat d'un estudi d'impacte ambiental va resultar crític -és a dir que els impactes no eren assumibles ni compensats pels beneficis que l'obra produiria-, i que es van presentar alternatives que permetien emmagatzemar quantitats equiparables d'aigua sense malmetre aquest tram de riu, per un pacte polític entre els batlles de la zona i el govern de es va aprovar el projecte.
| «                                                                   | A la Generalitat pensem en els pobles perquè el lloc més amagat de Catalunya, en aquest forat on som avui, també és Catalunya. | » |
| — Jordi Pujol Discurs de la inauguració del pantà de Margalef, 1995 | |   |